# Municipio de Wayland (Míchigan)
El municipio de Wayland (en inglés: Wayland Township) es un municipio ubicado en el condado de Allegan en el estado estadounidense de Míchigan. En el año 2010 tenía una población de 3.088 habitantes y una densidad poblacional de 35,58 personas por km².

## Geografía
El municipio de Wayland se encuentra ubicado en las coordenadas 42°38′13.12″N 85°36′20.07″O / 42.6369778, -85.6055750. Según la Oficina del Censo de los Estados Unidos, el municipio tiene una superficie total de 86,8 km² (33,5 mi²), de la cual 84,8 km² (32,7 mi²) corresponden a tierra firme y 2 km² (0,8 mi²) (2.27%) es agua.